# 榆林学院
榆林学院是中华人民共和国的一所全日制本科公办省属普通高等学校，位于陕西省榆林市榆阳区。

## 历史沿革
榆林学院的历史可以追溯到1958年创立的西安师范学院绥德分院，历经多次易名改制。1978年5月19日，陕西师范大学榆林专修科成立；1983年，本部由绥德县迁址榆林县；1984年，升格为榆林师范专科学校。1991年11月，榆林师范专科学校和榆林农林专科学校合并为榆林高等专科学校；2003年4月，升格为本科层次的榆林学院。现今，陕西省教育厅与榆林市人民政府正在共同推进榆林学院升格为榆林大学。